# 斯塔克冰原島峰
74°16′S 72°49′W / 74.267°S 72.817°W
斯塔克冰原島峰（英語：Staack Nunatak），是南極洲的冰原島峰，位於帕爾默地，處於霍納冰原島峰以西1.9公里和梅里克山脈以北70公里，美國地質調查局根據測量和該國海軍的空中照片繪入地圖，現時由南極條約體系管理。